# Emanuel di A. Rosselli Fabbrica Italiana di Automobili e Motori
Emanuel di A. Rosselli Fabbrica Italiana di Automobili e Motori war ein italienischer Hersteller von Motoren, Motorrädern und Automobilen.

## Unternehmensgeschichte
Emanuel di A. Rosselli gründete 1898 das Unternehmen zur Produktion von Motorrädern und Motoren. Standorte waren an der Via Baretti 2 und an der Via Nizza 29 in Turin. Die Markennamen lauteten Emanuel und Rosselli. Später entstanden auch Automobile. 1910 endete die Produktion der letzten Motorräder.

## Produkte

### Motoren
Ab etwa 1900 wurden Motoren hergestellt, die Optimus genannt wurden. Dabei handelte es sich um V2-Motoren verschiedener Größe mit 3, 7, 12 und 24 PS Leistung. Verwendet wurden diese Motoren für Autos, Boote und stationäre Anlagen. Ein Exemplar eines solchen Motors mit 1075 cm³ Hubraum gehört zur Sammlung des Museo dell'Automobile Carlo Biscaretti di Ruffia.

### Motorräder
Im Angebot war das Motorfahrrad Liliput. Ein Motor mit 1 PS Leistung war vor den Pedalen montiert und trieb über eine Kette das Hinterrad an. Daneben gab es Motorräder mit bis zu 5 PS Motorleistung. 1903 folgte ein Motorrad, dessen Motor über 258 cm³ Hubraum und 2,5 PS Leistung verfügte. Batteriezündung und Magnetzündung standen zur Auswahl.

### Automobile
Zunächst gab es einen Kleinwagen mit dem Optimus-Motor, der bei diesem Modell aus 1075 cm³ Hubraum 7 PS leistete. Ab 1903 folgte ein kleines Modell, das über den gleichen Motor wie das Motorrad verfügte. 1904 endete die Automobilproduktion.